# محمد جغابة
محمد جغابة وزير جزائري سابق ومن قيادة حزب جبهة التحرير الوطني، بعد الاستقلال، وُلِدَ في 5 نوفمبر 1935 بالقنطرة ببسكرة. تولى منصب من وزير المجاهدين في الحكومة الجزائرية، في 10 فيفري 1986.

## من أعضاء جيش التحرير
انضم إلى صفوف الثورة في بدايتها، سنة 1955، ثم أُسِرَ من طرف الجيش الفرنسي واُطلق سراحه بعد أشهر قلائل، ثم واصل الكفاح في صفوف جيش التحرير الوطني إلى غاية الاستقلال.

## مناصبه
بدأت حياته السياسية بعد الاستقلال في جبهة التحرير الوطني، بحيث كان يُعَدُّ من أبرز وأهم شخصياته وذلك منذ مؤتمر الأفلان الثالث في أفريل 1964. تولّى أعلى المناصب بالحزب، عضو اللجنة المركزية في فيفري 1979، ثم مسؤول لجنة التنظيم في جويلية 1980 ومسؤول المجلس الأعلى للشباب في جانفي 1984. وعينّ وزيرا للمجاهدين في 10 فيفري 1986، كما أُعيد تعيينه في حكومة قاصدي مرباح، لتلغى الوزارة التي كان يشرف عليها من طرف رئيس الحكومة حينها، مولود حمروش في 09 سبتمبر1989. تم انتخابه كعضو في اللجنة المركزية لحزب الأفلان في 04 ديسمبر 1989، انتخب نائبا عن ولاية الجزائر، وفي 1989 انتخب عضو بمكتب المجلس الشعبي الولائي. ثم عضو المكتب السياسي للحزب، في01 جانفي 1991 عين كسفير للجزائر ببولونيا.

## مؤلفاته
- «وما خطر على بال البشر» سنة 1997، عن دار الأمة.
- «بيان أول نوفمبر، دعوة إلى الحب، رسالة للسلام» سنة 1995، عن دار هومة في 1987.